# Oskar Ospelt
Oskar Ospelt (ur. 27 lipca 1908 w Hittisau, zm. 15 czerwca 1988 w Vaduz) – liechtensteiński lekkoatleta, olimpijczyk.

## Życiorys
Urodził się w Austrii, ale po studiach podjął pracę i zamieszkał w Liechtensteinie.
Wystąpił na igrzyskach olimpijskich w 1936 w Berlinie w biegu na 100 metrów i w rzucie dyskiem, w obu konkurencjach odpadając w eliminacjach. Był również chorążym reprezentacji Liechtensteinu podczas ceremonii otwarcia igrzysk.
Zajął 8. miejsce w rzucie oszczepem i 15. miejsce w rzucie dyskiem na mistrzostwach Europy w 1938 w Paryżu. Startował również po II wonie światowej. Na mistrzostwach Europy w 1946 w Oslo odpadł w kwalifikacjach rzutu dyskiem  i rzutu oszczepem, a na mistrzostwach Europy w 1954 w Bernie w kwalifikacjach rzutu dyskiem.
23 lipca 1938 w Bazylei ustanowił aktualny do tej pory (listopad 2022) rekord Liechtensteinu w rzucie dyskiem osiągając odległość 43,36 m.